# Rosemont (Pennsylvania)
Rosemont è un census-designated place (CDP) degli Stati Uniti d'America, situato nello stato della Pennsylvania, nella Lower Merion Township della contea di Montgomery e, parzialmente, nella Radnor Township della contea di Delaware.
Vi ha sede il Rosemont College.